# Adolfo Marsillach
Adolfo Marsillach Soriano (Barcelona, 25 de janeiro de 1928 — Madri, 21 de janeiro de 2002) foi um ator, dramaturgo e diretor de teatro espanhol.